# Патуљасти слон
Патуљасти слон, такође познат као Борнео слон, подврста је Азијског слона која настањује североисточни Борнео, у Индонезији и Малезији. Од 1986. године он је наведен као угрожен на IUCN црвеној листи, јер је број слонова на острву опао за 50% у последње три генерације, за које се процењује од 60-75 година.

## Карактеристике
У принципу слонови са Борнеа су веома слични Афричким слоновима. Претпоставља се да је Борнео слон паметнији. Што се изгледа тиче нема значајних разлика - имају подједнако велике уши достижу сличне размере и тежину (мужјаци висина око 4 метра, просечна тежина око 6000 килограма, женке висине до 2,5 метара и просечне тежине око 3200 килограма). Слонови на дан у просеку поједу 450 килограма вегетације. 

## Распрострањеност и станиште
Слонови су ограничени на северни и североисточни део Борнеа. Током осамдесетих година прошлог века у Сабаху су постојале две различите популације, које су се простирале преко резервата за дивљину Табин и суседне шуме са шљункомна стрмим теренима; и у брдовитој унутрашњости на висини око 300 до 1.500 метара надморске висине диперокарповој шуми, која је углавном у то време била неометана, а лежала је на самој периферији. У Калимантану је њихов домет ограничен на мало суседно подручје горње реке Сембакунг на истоку. Током 1992. године процењени број слонова кретао се у распону од 500 до 2.000 јединки. На основу истраживања спроведеног у резервату за дивље животиње Табин, у округу Доњи Кинабатанган и у шумском резервату Дерамакот. Попис слонова обављен је у Сабаху у периоду од јула 2007. до децембра 2008. године, бројећи гомиле дуж 216 линија трансеката у пет главних распона слонова који су прелазили укупну удаљеност од 186,12 км. Резултати овог истраживања указују популацију слонова од 1.184-3.652 јединке која насељава подручја Табина, Доњег Кинабатангана, Северног Кинабатангана, шумског резервата Улу Калумпанг и централне шуме Сабаха. Густина и величина популације слонова варира у пет кључних распона. Горњи слив шумског резервата Улу Сегама имао је највећу густину популације са 3,69 слонова на километар квадратни. Само незаштићено централно шумско подручје подржавало је популацију већу од 1.000 јединки.

## Историјат
У 19. веку, зоолошким истраживањем је утврђено да су се дивљи слонови природно јављали у ограниченом подручју североисточног Борнеа. Статус и карактеристичност патуљастих слонова од тада је контроверзна. Године 1940. Фредерик Нутер Хасен сматрао је патуљасте слонове потомцима представљеног сталежа и ставио их у подврсту Elephas maximus indicus. Реџиналд Инес Покок, проучавајући примерке у Британском музеју природне историје, није се сложио, и 1943. године и поставио је све патуљасте слонове у подврсту Elephas maximus sumatrensis. Хиљаду девет стотина педесете године Паулес Едвард Пиерис Дераниагала описао је подврсту Elephas maximus borneensis, узевши за свој тип илустрацију у Националном географском часопису.

## Угроженост
Претежне претње патуљастом слону данас су губитак станишта, деградација и фрагментација, које покреће све већа људска популација и доводе до пораста сукоба између људи и слонова(кад слонови једу или газе усеве). Стотине људи и слонова годишње се убије као резултат таквих сукоба. Ширење људу нарушава њихове миграционе путеве, троши њихове изворе хране и уништава њихово станиште. Популација слонова у Калимантану и даље опада као последица оштећења заштићених шума. Од априла 2012. године, процењује се да се од 20 до 80 слонова налази у близини 22 села у округу Себуку и у округу Нунукан, у северном Калимантану.